# Eilema micans
Paraona micans là một loài bướm đêm thuộc phân họ Arctiinae, họ Erebidae.